# Kinsey (film)
A Kinsey (egyes magyar források szerint Kinsey – Mindenki másképp csinálja) 2004-ben bemutatott amerikai életrajzi filmdráma, melyet Bill Condon írt és rendezett. A film Alfred Kinseynek, a szexológia úttörőjének az életét dolgozza fel. A címszereplőt Liam Neeson alakítja, további fontosabb szerepekben Laura Linney, Chris O’Donnell, Peter Sarsgaard, Timothy Hutton, John Lithgow, Tim Curry, és Oliver Platt látható.
Az Amerikai Egyesült Államokban 2004. november 12-én mutatták be a mozikban, bevételi és kritikai siker mellett. Linneyt alakításáért Oscar- és Screen Actors Guild-díjra, továbbá Neesonnal együtt Golden Globe-díjakra is jelölték.

## Cselekmény
Alfred Kinsey professzorral a szexuális múltjáról készítenek interjút, eközben gyermek- és fiatalkoráról látunk visszaemlékezéseket. Metodista prédikátor apja megvetette a modern élet vívmányait, mely szerinte a bűnös szexualitáshoz vezetnek. Tizenéves korára a fiatal Kinsey fellázadt és apja akaratával szembemenve az őt érdeklő biológiai tanulmányokat választotta. Felnőttként az Indianai Egyetem gubacsdarázsfélékkel foglalkozó biológiaprofesszora lett.  
Beleszeret egy tanítványába, akit Macnek becéz és később feleségül veszi. Nászéjszakájukon eleinte nehézségeik akadnak, de egy kis műtéttel könnyedén orvosolják Mac egészségügyi problémáját. Az egyetemen a diákok által Proknak becézett, közkedvelt Kinsey professzor az előadások után szexuális tanácsokat ad hallgatóinak. Egy könyvbemutatón diákok egy csoportja keresi fel, mert egy mindenki számára nyitott szexuális felvilágosító órát szeretnének, az elavult és szexellenes propagandát terjesztő óráik helyett. Az egyetem ezt engedélyezi, de csak tanároknak, illetve végzett, végzős és/vagy házas hallgatóinak. Kinsey elkezdi megtartani teltházas előadásait.
Kinsey folytatja a tanácsadást, de válaszait erősen behatárolja az emberi szexualitásról fellelhető tudományos adatok szűkössége. Elkezd kérdőíveket kiosztani diákjainak, így rájön, milyen hatalmas az eltérés a társadalom által felállított előfeltevések és az emberek tényleges szexuális szokásai között. A Rockefeller Alapítvány pénzügyi támogatásával Kinsey és asszisztensei, köztük Clyde Martin beutazzák az országot és interjúkat készítenek az alanyok szexuális múltjáról. Idővel a kutató felismeri: az emberi szexualitás sokkal változatosabb, mint azt korábban hitték. Ez elvezeti őt a Kinsey-skála megalkotásához, miközben homoszexuális viszonyt létesít Clyde-dal és később megengedi a férfinak, hogy lefeküdjön feleségével. 
Első publikált könyve, mely a férfiak szexuális szokásait tárgyalja, sikeres bestsellerré válik. Ezután a nőkről kezd kutatásokat végezni, de ebben a témában jóval nagyobb ellenállásba ütközik. Joseph McCarthy szenátor kommunisták és homoszexuálisok elleni boszorkányüldözése miatt (lásd mccarthyzmus) az Alapítvány elhatárolódik és megvonja tőle az anyagi támogatást. Korábbi támogatói ugyanis tartanak a kommunistának való megbélyegzéstől, amiért a közvélemény szerint a tradicionális amerikai értékek felforgatását segítik elő.
Kinsey úgy érzi, cserbenhagyta mindazokat, akik a szexuális jellegű tudatlanság áldozataivá váltak. Egy vámhivatalnokot megbíznak néhány kutatási anyag lefoglalásával, mely tovább fokozza Kinsey intézetének anyagi nehézségeit. A szexológus szívrohamot kap és a barbiturátok függőjévé válik. Más támogatókat sem tud megnyerni ügyének, mégis folytatja tanulmányait.
A film elején lévő interjúra visszatérve, Kinseyt a szerelemről kérdezik és arról, fog-e valaha is kutatásokat végezni erről a témáról. Azt feleli, a szerelmet lehetetlen számszerűsíteni és ezáltal kutatás tárgyává tenni, ennek ellenére fontos. Később feleségével egy erdőben sétálva ezeréves fákról elmélkednek, majd Kinsey lelkesen megjegyzi, még rengeteg dolga van.

## Szereplők
| Szerep                | Színész                     | Magyar hang      |
| --------------------- | --------------------------- | ---------------- |
| Alfred Kinsey         | Liam Neeson (felnőttként)   | Jakab Csaba      |
| Alfred Kinsey         | Benjamin Walker (19 évesen) | Hamvas Dániel    |
| Alfred Kinsey         | Matthew Fahey (14 évesen)   |                  |
| Alfred Kinsey         | Will Denton (10 évesen)     |                  |
| Clara "Mac" McMillen  | Laura Linney                | Pápai Erika      |
| Clyde Martin          | Peter Sarsgaard             | Csőre Gábor      |
| Wardell Pomeroy       | Chris O’Donnell             | Simonyi Balázs   |
| Paul Gebhard          | Timothy Hutton              | Papp Dániel      |
| Alfred Seguine Kinsey | John Lithgow                | Sörös Sándor     |
| Thurman Rice          | Tim Curry                   | Borbiczki Ferenc |
| Herman Wells          | Oliver Platt                | Jászai László    |
| Alan Gregg            | Dylan Baker                 | Katona Zoltán    |
| Kenneth Braun         | William Sadler              | Végh Ferenc      |
| Huntington Hartford   | John McMartin               |                  |
| Ben                   | John Krasinski              | Molnár Miklós    |
| utolsó interjúalany   | Lynn Redgrave               | Rácz Kati        |
| Alice Martin          | Julianne Nicholson          |                  |
| Sara Kinsey           | Veronica Cartwright         | Koffler Gizi     |
| Barbara Merkle        | Kathleen Chalfant           |                  |
| Martha Pomeroy        | Heather Goldenhersh         |                  |
| Robert Kinsey         | David Harbour               |                  |
| Mildred Kinsey        | Judith J.K. Polson          |                  |
| Anne Kinsey           | Leigh Spofford              |                  |
| Joan Kinsey           | Jenna Gavigan               |                  |
| Bruce Kinsey          | Luke MacFarlane             | Molnár Miklós    |
| Dr. Thomas Lattimore  | Bill Buell                  |                  |

## A film készítése
Gail Mutrux producer 1999-ban adott egy példányt Bill Condonnak Kinsey önéletrajzából, mely felkeltette a későbbi rendező és forgatókönyvíró érdeklődését a téma iránt. Condon a forgatókönyvét nem csupán az önéletrajzra alapozta, hanem saját kutatásokat is végzett Kinseyvel kapcsolatban. Az előkészületek során Ian McKellen színésszel is folytak tárgyalások esetleges szerepléséről.

## Fogadtatás

### Bevételi adatok
A 11 millió amerikai dolláros költségvetésű film Észak-Amerikában 10 254 979, a többi területen pedig 6 795 038 dolláros bevételt termelt. Összbevétele így 17 050 017 dollár lett.

### Fontosabb díjak és jelölések
| Díj                              | Kategória                            | Jelölt       | Eredmény | Ref.   |
| -------------------------------- | ------------------------------------ | ------------ | -------- | ------ |
| Oscar-díj                        | legjobb női mellékszereplő           | Laura Linney | Jelölve  | [ 7 ]  |
| Golden Globe-díj                 | legjobb filmdráma                    | Kinsey       | Jelölve  | [ 8 ]  |
| Golden Globe-díj                 | legjobb férfi főszereplő (filmdráma) | Liam Neeson  | Jelölve  | [ 8 ]  |
| Golden Globe-díj                 | legjobb női főszereplő (filmdráma)   | Laura Linney | Jelölve  | [ 8 ]  |
| Screen Actors Guild-díj          | legjobb női mellékszereplő           | Laura Linney | Jelölve  | [ 9 ]  |
| Berlini Nemzetközi Filmfesztivál | Arany Medve                          | Kinsey       | Jelölve  |        |
| Amerikai Filmintézet díja        | 2004 tíz legjobb amerikai filmje     | Kinsey       | Elnyerte | [ 10 ] |

## Fordítás
- Ez a szócikk részben vagy egészben  a   Kinsey (film) című angol Wikipédia-szócikk ezen változatának fordításán alapul.  Az eredeti cikk szerkesztőit annak laptörténete sorolja fel. Ez a jelzés csupán a megfogalmazás eredetét és a szerzői jogokat jelzi, nem szolgál a cikkben szereplő információk forrásmegjelöléseként.